# Théoneste Nkeramihigo
 (juin 2023).
Si vous disposez d'ouvrages ou d'articles de référence ou si vous connaissez des sites web de qualité traitant du thème abordé ici, merci de compléter l'article en donnant les références utiles à sa vérifiabilité et en les liant à la section « Notes et références ».
 (juin 2023).
Théoneste Nkeramihigo né le 15 décembre 1944 dans la province de Gisenyi au Rwanda, est un prêtre jésuite rwandais, philosophe, théologien et professeur à l'université pontificale grégorienne de Rome. 

## Biographie
Théoneste Nkeramihigo entre dans la Compagnie de Jésus le 23 septembre 1966 et fait  son noviciat à Cyangugu, au Rwanda, où il reste jusqu’en 1968. Dans l'organisation de la Compagnie de Jésus ce pays fait partie de la province d'Afrique centrale qui comprend également le Burundi et le Congo-Kinshasa. À la fin de son initiation spirituelle en 1968, le jeune Nkeramihigo est envoyé par ses supérieurs faire ses études de philosophie, pendant trois ans, à l’Institut de philosophie saint Pierre Canisius, sur le plateau de Kimwenza près de Kinshasa. Situé à 25 km de la ville capitale, cet Institut est devenu aujourd’hui une Faculté de philosophie affiliée à l'université grégorienne (Rome) et à l’université Lovanium (université d'État) de Kinshasa. 

## Formation
En 1971-1973, il est inscrit à l’université pontificale grégorienne pour sa licence en philosophie. Il l’enseignera, par la suite, comme « régent » (étape du cursus de formation jésuite qui suit immédiatement les études de philosophie durant laquelle l'étudiant jésuite est appelé à faire un stage d’un ou de deux ans comme enseignant ou reçoit une autre mission apostolique de son supérieur), au grand séminaire de Mayidi (dans la province du Bas-Congo, en ex-Zaïre pendant l’année académique 1973-1974. De 1974 à 1976, Nkeryamirago est étudiant en théologie au scolasticat de Francfort, en Allemagne. Le 22 août 1976, il est ordonné prêtre à Goma. Après un an d’enseignement à l'institut Saint-Pierre-Canisius, il revient à Rome, pour sa thèse en philosophie à la Grégorienne qu’il soutient en 1980.
À partir de cette 1980, le P. Nkeramihigo commence sa carrière d’enseignant de philosophie dans ce lieu où il a fait ses premiers pas. Il est professeur et doyen de cet Institut pendant 16 ans, de 1980 à 1996.  
Nkeryamirago ne réserve pas sa science aux seuls étudiants jésuites. Il assure des cours dans divers lieux de savoir et de formation du clergé africain comme :
- l’Institut de philosophie Saint-Paul de Tananarive, à Madagascar ;
- la Faculté de théologie de l'université de Kinshasa, au Zaïre, actuellement République démocratique du Congo ;
- l’université de Lubumbashi, en ex-Zaïre, en République démocratique du Congo ;
- le Grand séminaire Émile Biayenda de Brazzaville, au Congo-Brazzaville ;
- l’université nationale du Rwanda, à Kigali ;
- l’université pontificale grégorienne, ou depuis 1991, il était professeur invité avant d’y poser ses valises à partir de 1996.

## Écrits
Auteur de plusieurs articles dans les revues internationales, le P. Nkeramihigo a signé les ouvrages suivants :
- L'homme et la transcendance : essai de poétique dans la philosophie de Paul Ricœur, 1994.
- L’initiation à l’acte philosophique, Kinshasa, 1984.